# Technomyrmex schimmeri
Technomyrmex schimmeri é uma espécie de formiga do gênero Technomyrmex.